# Antichamber
Antichamber — головоломка с видом от первого лица созданная Александером Брюсом (англ. Alexander Bruce) и выпущенная в системе цифровой дистрибуции Steam 31 января 2013 года. В игре, как таковой, отсутствует сюжет, поэтому основной задачей игрока является прохождение комнат в игровом мире, чтобы дойти до последней комнаты-пункта назначения.

## Разработка
Истоками «Antichamber» являются 2 игры-прототипа, которые Александер разработал во время получения им степени бакалавра в области «Мультимедиа (игры и интерактивные приложения) и наука (информатика и программная инженерия)» (англ. Bachelor of Multimedia (Games and Interactivity)/Bachelor of Science (Computer Science and Software Engineering). Часть курса предполагала создание модификаций к игре Unreal Tournament 2004 и в своё свободное время Александер решил сделать ремейк игры Snake на движке Unreal. Это оказалось сложнее, чем он предполагал и в результате получился уровень обставленный лифтами и довольно абстрактная версия старой игры. Вторым прототипом является ремейк игры Asteroids, который также оказалось трудным выполнить в Unreal Engine, однако попытки принесли свои плоды и после использования трюков над движком, Александер получил практически бесконечный мир.

## После выпуска
Хотя изначально Александер планировал портировать только на платформу Mac OS X без указания точных сроков, так как Unreal Development Kit на тот момент не поддерживал Linux, однако 18 февраля 2014 года, игра сразу вышла и для Mac OS и для Linux в составе сборника игр Humble Bundle.

## Игровой процесс
«Antichamber» представляет собой игру-головоломку с видом от первого лица. Изначально протагонист может только перемещаться по комнатам, при необходимости использовать прыжок и ходьбу шагом. Впоследствии игрок находит устройство синего цвета, которое способно аккумулировать и устанавливать на уровне цветные кубы. Со временем игрок находит аналогичные устройства других цветов, которые каждый раз добавляют новые возможности манипулирования цветными кубиками. Целью игры является достижение последней комнаты, после которой показываются финальные титры. Кроме того, во время перемещения по игровым локациям игрок может собрать картинки-карикатуры с философскими подписями. При нажатии на клавишу Esc игрок оказывается в комнате, где на одной стене возможно управление настройками игры (например — изменение разрешения экрана), вторая является стеклянным барьером, на третьей показываются все собранные карикатуры с возможностью перечитать подписи, а на четвёртой находится карта, с помощью которой можно «телепортироваться» в ранее пройденные уровни.
Элементами игры являются неплоская топология пространства, телепортация, объекты, реагирующие на скорость движения игрока и направление его взгляда.
Одной из отличительных особенностей игры является её нелинейность. Не все комнаты являются обязательными для достижения последней, некоторые являются просто тупиком, другие могут быть пропущены при знании соответствующих лазеек. По информации разработчиков, играющему первый раз обычно требуется от 3 до 15 часов для прохождения игры, тогда как при знании всей механики и зависимостей необходимо лишь 10 минут.

## Саундтрек
| №  | Название                   | Автор(ы)             | Длительность |
| -- | -------------------------- | -------------------- | ------------ |
| 1. | «Beginnings I»             | Siddhartha Barnhoorn | 5:06         |
| 2. | «Beginnings II»            | Siddhartha Barnhoorn | 11:30        |
| 3. | «Antichamber Suite I»      | Siddhartha Barnhoorn | 12:56        |
| 4. | «Antichamber Suite II»     | Siddhartha Barnhoorn | 23:22        |
| 5. | «Black Tile»               | Siddhartha Barnhoorn | 3:00         |
| 6. | «The Final Puzzle»         | Siddhartha Barnhoorn | 14:14        |
| 7. | «The Core»                 | Siddhartha Barnhoorn | 14:31        |
| 8. | «Dying World»              | Siddhartha Barnhoorn | 2:18         |
| 9. | «The Garden (bonus track)» | Siddhartha Barnhoorn | 7:16         |

## Отзывы
| Сводный рейтинг       | Сводный рейтинг                |
| Агрегатор             | Оценка                         |
| --------------------- | ------------------------------ |
| GameRankings          | 83,70 %                        |
| Metacritic            | 82/100 (на основе 50 рецензий) |
| Иноязычные издания    |                                |
| Издание               | Оценка                         |
| Edge                  | 6                              |
| Eurogamer             | 6/10                           |
| Game Informer         | 9,00/10                        |
| GameSpot              | 8,5/10                         |
| GameSpy               | 4/5                            |
| IGN                   | 8,6/10                         |
| Polygon               | 9/10                           |
| Русскоязычные издания |                                |
| Издание               | Оценка                         |
| Absolute Games        | 80 %                           |
| Riot Pixels           | 55                             |
| «Игромания»           | 9,0/10                         |

### Награды
«Antichamber» победила в номинации «Техническое достижение» на конкурсе «Independent Games Festival» в 2012 году.